# یژوفکا
یژوفکا (انگلیسی: Yezhovka) یک شهرک در شهرستان بلاگووشچنسکی باشقیرستان کشور روسیه است.